# Temporada da IndyCar Series de 2017
A temporada da Verizon IndyCar Series de 2017 foi a vigésima segunda temporada da categoria.
Disputada entre 12 de março e 17 de setembro, com destaque para as 500 Milhas de Indianápolis (que contaram com a participação do espanhol Fernando Alonso), teve como campeão o norte-americano Josef Newgarden, da Penske, em sua temporada de estreia pela tradicional equipe. O anglo-emiradense Ed Jones, da Dale Coyne, foi o melhor estreante do campeonato.
Foi a última temporada com os kits aerodinâmicos baseados no chassi Dallara DW12 antes da introdução de um novo kit para a temporada de 2018.

## Calendário
| Prova | Nome da Corrida                         | Circuito                      | Local                     | Data           | Voltas |
| ----- | --------------------------------------- | ----------------------------- | ------------------------- | -------------- | ------ |
| 1     | Firestone Grand Prix of St. Petersburg  | Ruas de St. Petersburg        | St. Petersburg, Flórida   | 12 de março    | 110    |
| 2     | Toyota Grand Prix of Long Beach         | Ruas de Long Beach            | Long Beach, Califórnia    | 9 de abril     | 85     |
| 3     | Honda Indy Grand Prix of Alabama        | Barber Motorsports Park       | Birmingham, Alabama       | 23 de abril    | 90     |
| 4     | Phoenix Grand Prix 250                  | Phoenix International Raceway | Avondale, Arizona         | 29 de abril    | 250    |
| 5     | Angie's List Grand Prix of Indianapolis | Indianapolis Motor Speedway   | Speedway, Indiana         | 13 de maio     | 82     |
| 6     | 101st Indianapolis 500                  | Indianapolis Motor Speedway   | Speedway, Indiana         | 28 de maio     | 200    |
| 7     | Chevrolet Indy Dual in Detroit (1)      | Belle Isle Park               | Detroit, Michigan         | 3 de junho     | 70     |
| 8     | Chevrolet Indy Dual in Detroit (2)      | Belle Isle Park               | Detroit, Michigan         | 4 de junho     | 70     |
| 9     | Firestone 600                           | Texas Motor Speedway          | Fort Worth, Texas         | 10 de junho    | 248    |
| 10    | Kohler Grand Prix                       | Road America                  | Elkhart Lake, Wisconsin   | 25 de junho    | 50     |
| 11    | Iowa Corn 300                           | Iowa Speedway                 | Newton, Iowa              | 9 de julho     | 300    |
| 12    | Honda Indy Toronto                      | Exhibition Place              | Toronto, Ontário          | 16 de julho    | 85     |
| 13    | Honda Indy 200                          | Mid-Ohio Sports Car Course    | Lexington, Ohio           | 30 de julho    | 90     |
| 14    | ABC Supply 500                          | Pocono Raceway                | Long Pond, Pensilvânia    | 20 de agosto   | 200    |
| 15    | St. Louis 250                           | Gateway Motorsports Park      | St. Louis, Missouri       | 26 de agosto   | 200    |
| 16    | GP de Watkins Glen                      | Watkins Glen International    | Watkins Glen, Nova Iorque | 3 de setembro  | 60     |
| 17    | GoPro Grand Prix of Sonoma              | Sonoma Raceway                | Sonoma, Califórnia        | 17 de setembro | 85     |

- Circuitos ovais
- Circuitos mistos permanentes
- Circuitos de rua temporários

## Equipes e pilotos
| Equipe                             | Motor     | No. | Piloto (s)                | Etapa (s)                     |
| ---------------------------------- | --------- | --- | ------------------------- | ----------------------------- |
| A. J. Foyt Enterprises             | Chevrolet | 4   | Conor Daly                | Todas                         |
| A. J. Foyt Enterprises             | Chevrolet | 14  | Carlos Muñoz              | Todas                         |
| A. J. Foyt Enterprises             | Chevrolet | 40  | Zach Veach (R)            | 6                             |
| Andretti Autosport                 | Honda     | 26  | Takuma Sato               | Todas                         |
| Andretti Autosport                 | Honda     | 27  | Marco Andretti            | Todas                         |
| Andretti Autosport                 | Honda     | 28  | Ryan Hunter-Reay          | Todas                         |
| Andretti Autosport                 | Honda     | 50  | Jack Harvey (R)           | 6                             |
| Andretti-Herta with Curb Agajanian | Honda     | 98  | Alexander Rossi           | Todas                         |
| Andretti-McLaren                   | Honda     | 29  | Fernando Alonso (R)       | 6                             |
| Chip Ganassi Racing                | Honda     | 8   | Max Chilton               | Todas                         |
| Chip Ganassi Racing                | Honda     | 9   | Scott Dixon               | Todas                         |
| Chip Ganassi Racing                | Honda     | 10  | Tony Kanaan               | Todas                         |
| Chip Ganassi Racing                | Honda     | 83  | Charlie Kimball           | Todas                         |
| Dale Coyne Racing                  | Honda     | 18  | Sébastien Bourdais        | 1-5                           |
| Dale Coyne Racing                  | Honda     | 18  | James Davison             | 6                             |
| Dale Coyne Racing                  | Honda     | 18  | Esteban Gutiérrez         | 7-8                           |
| Dale Coyne Racing                  | Honda     | 18  | Tristan Vautier           | 9                             |
| Dale Coyne Racing                  | Honda     | 19  | Ed Jones (R)              | Todas                         |
| Dale Coyne Racing                  | Honda     | 63  | Pippa Mann                | 6                             |
| Dreyer & Reinbold Racing           | Chevrolet | 24  | Sage Karam                | 6                             |
| Ed Carpenter Racing                | Chevrolet | 20  | Spencer Pigot             | 1-3, 5, 7-8, 10, 12-13, 16-17 |
| Ed Carpenter Racing                | Chevrolet | 20  | Ed Carpenter              | 4, 6, 9, 11, 14-15            |
| Ed Carpenter Racing                | Chevrolet | 21  | J. R. Hildebrand          | 1-2, 4-17                     |
| Ed Carpenter Racing                | Chevrolet | 21  | Zach Veach (R)            | 3                             |
| Juncos Racing                      | Chevrolet | 11  | Spencer Pigot             | 6                             |
| Juncos Racing                      | Chevrolet | 17  | Sebastián Saavedra        | 6                             |
| Lazier Partners Racing             | Chevrolet | 44  | Buddy Lazier              | 6                             |
| Harding Racing                     | Chevrolet | 88  | Gabby Chaves              | 6, 9, 14                      |
| Rahal Letterman Lanigan Racing     | Honda     | 13  | Zachary Claman DeMelo (R) | 17                            |
| Rahal Letterman Lanigan Racing     | Honda     | 15  | Graham Rahal              | Todas                         |
| Rahal Letterman Lanigan Racing     | Honda     | 16  | Oriol Servià              | 6–8                           |
| Schmidt Peterson Motorsports       | Honda     | 5   | James Hinchcliffe         | Todas                         |
| Schmidt Peterson Motorsports       | Honda     | 7   | Mikhail Aleshin           | 1–11, 13                      |
| Schmidt Peterson Motorsports       | Honda     | 7   | Sebastián Saavedra        | 12, 14–15                     |
| Schmidt Peterson Motorsports       | Honda     | 7   | Jack Harvey (R)           | 16–17                         |
| Schmidt Peterson Motorsports       | Honda     | 77  | Jay Howard                | 6                             |
| Team Penske                        | Chevrolet | 1   | Simon Pagenaud            | Todas                         |
| Team Penske                        | Chevrolet | 2   | Josef Newgarden           | Todas                         |
| Team Penske                        | Chevrolet | 3   | Hélio Castroneves         | Todas                         |
| Team Penske                        | Chevrolet | 12  | Will Power                | Todas                         |
| Team Penske                        | Chevrolet | 22  | Juan Pablo Montoya        | 5-6                           |

## Resultados
| Etapa | Corrida         | Pole position     | Volta mais rápida  | Líder por mais voltas | Vencedor           | Vencedor                      | Vencedor  | Detalhes                                           |
| Etapa | Corrida         | Pole position     | Volta mais rápida  | Líder por mais voltas | Piloto             | Equipe                        | Motor     | Detalhes                                           |
| ----- | --------------- | ----------------- | ------------------ | --------------------- | ------------------ | ----------------------------- | --------- | -------------------------------------------------- |
| 1     | St. Petersburg  | Will Power        | Scott Dixon        | Sébastien Bourdais    | Sébastien Bourdais | Dale Coyne Racing             | Honda     | 2017 Firestone Grand Prix of St. Petersburg        |
| 2     | Long Beach      | Hélio Castroneves | Hélio Castroneves  | Scott Dixon           | James Hinchcliffe  | Schmidt Peterson Motorsports  | Honda     | 2017 Toyota Grand Prix of Long Beach               |
| 3     | Alabama         | Will Power        | Will Power         | Will Power            | Josef Newgarden    | Team Penske                   | Chevrolet | 2017 Honda Grand Prix of Alabama                   |
| 4     | Phoenix         | Hélio Castroneves | Will Power         | Simon Pagenaud        | Simon Pagenaud     | Team Penske                   | Chevrolet | 2017 Desert Diamond West Valley Phoenix Grand Prix |
| 5     | Indianapolis GP | Will Power        | Josef Newgarden    | Will Power            | Will Power         | Team Penske                   | Chevrolet | 2017 Grand Prix of Indianapolis                    |
| 6     | Indy 500        | Scott Dixon       | Takuma Sato        | Max Chilton           | Takuma Sato        | Andretti Autosport            | Honda     | 500 Milhas de Indianápolis de 2017                 |
| 7     | Detroit 1       | Graham Rahal      | Josef Newgarden    | Josef Newgarden       | Graham Rahal       | Rahal Letterman Lanigan       | Honda     | Detroit Indy Grand Prix de 2017                    |
| 8     | Detroit 2       | Takuma Sato       | Josef Newgarden    | Graham Rahal          | Graham Rahal       | Rahal Letterman Lanigan       | Honda     | Detroit Indy Grand Prix de 2017                    |
| 9     | Texas           | Charlie Kimball   | Tony Kanaan        | Will Power            | Will Power         | Team Penske                   | Chevrolet | D                                                  |
| 10    | Elkhart Lake    | Hélio Castroneves | Josef Newgarden    | Scott Dixon           | Scott Dixon        | Chip Ganassi Racing           | Honda     | 2017 Grand Prix of Road America                    |
| 11    | Iowa            | Will Power        | Hélio Castroneves  | Hélio Castroneves     | Hélio Castroneves  | Team Penske                   | Chevrolet | [[2017 Iowa Corn Indy 250]                         |
| 12    | Toronto         | Simon Pagenaud    | Simon Pagenaud     | Josef Newgarden       | Josef Newgarden    | Team Penske                   | Chevrolet | 2017 Honda Indy Toronto                            |
| 13    | Mid-Ohio        | Will Power        | Alexander Rossi    | Josef Newgarden       | Josef Newgarden    | Team Penske                   | Chevrolet | 2017 Honda Indy 200                                |
| 14    | Pocono          | Takuma Sato       | Will Power         | Scott Dixon           | Will Power         | Team Penske                   | Chevrolet | 2017 ABC Supply 500                                |
| 15    | St. Louis       | Will Power        | Josef Newgarden    | Josef Newgarden       | Josef Newgarden    | Team Penske                   | Chevrolet | 2017 Bommarito Automotive Group 500                |
| 16    | Watkins Glen    | Alexander Rossi   | Sébastien Bourdais | Alexander Rossi       | Alexander Rossi    | Andretti-Herta Curb Agajanian | Honda     | 2017 Camping World Grand Prix at The Glen          |
| 17    | Sonoma          | Josef Newgarden   | Simon Pagenaud     | Simon Pagenaud        | Simon Pagenaud     | Team Penske                   | Chevrolet | 2017 Indy Grand Prix of Sonoma                     |

## Classificação
| Pos. | Piloto                    | STP | LBH | ALA | PHX | IMS | INDY | INDY | DET | DET | TEX | ROA | IOW | TOR | MDO | POC | GAT | WGL | SNM | Pts. |
| Pos. | Piloto                    | STP | LBH | ALA | PHX | IMS | QL   | 500  | DET | DET | TEX | ROA | IOW | TOR | MDO | POC | GAT | WGL | SNM | Pts. |
| ---- | ------------------------- | --- | --- | --- | --- | --- | ---- | ---- | --- | --- | --- | --- | --- | --- | --- | --- | --- | --- | --- | ---- |
| 1    | Josef Newgarden           | 8   | 3   | 1   | 9   | 11  | 22   | 19   | 4   | 2   | 13  | 2   | 6   | 1*  | 1*  | 2   | 1*  | 18  | 2   | 642  |
| 2    | Simon Pagenaud            | 2   | 5   | 3   | 1*  | 4   | 23   | 14   | 16  | 5   | 3   | 4   | 7   | 5   | 4   | 4   | 3   | 9   | 1*  | 629  |
| 3    | Scott Dixon               | 3   | 4*  | 2   | 5   | 2   | 1    | 32   | 2   | 6   | 9   | 1*  | 8   | 10  | 9   | 6*  | 2   | 2   | 4   | 621  |
| 4    | Hélio Castroneves         | 6   | 9   | 4   | 4   | 5   | 19   | 2    | 7   | 9   | 20  | 3   | 1*  | 8   | 7   | 7   | 4   | 4   | 5   | 598  |
| 5    | Will Power                | 19  | 13  | 14* | 2   | 1*  | 9    | 23   | 18  | 3   | 1*  | 5   | 4   | 21  | 2   | 1   | 20  | 6   | 3   | 562  |
| 6    | Graham Rahal              | 17  | 10  | 13  | 21  | 6   | 14   | 12   | 1*  | 1*  | 4   | 8   | 5   | 9   | 3   | 9   | 12  | 5   | 6   | 522  |
| 7    | Alexander Rossi           | 11  | 19  | 5   | 15  | 8   | 3    | 7    | 5   | 7   | 22  | 13  | 11  | 2   | 6   | 3   | 6   | 1*  | 21  | 494  |
| 8    | Takuma Sato               | 5   | 18  | 9   | 16  | 12  | 4    | 1    | 8   | 4   | 10  | 19  | 16  | 16  | 5   | 13  | 19  | 19  | 20  | 441  |
| 9    | Ryan Hunter-Reay          | 4   | 17  | 11  | 13  | 3   | 10   | 27   | 13  | 17  | 19  | 14  | 3   | 6   | 8   | 8   | 15  | 3   | 8   | 421  |
| 10   | Tony Kanaan               | 12  | 15  | 7   | 6   | 20  | 7    | 5    | 15  | 10  | 2   | 21  | 9   | 19  | 16  | 5   | 16  | 20  | 16  | 403  |
| 11   | Max Chilton               | 16  | 14  | 12  | 20  | 7   | 15   | 4*   | 11  | 15  | 8   | 9   | 14  | 7   | 15  | 18  | 17  | 8   | 12  | 396  |
| 12   | Marco Andretti            | 7   | 20  | 21  | 18  | 16  | 8    | 8    | 12  | 13  | 6   | 18  | 17  | 4   | 12  | 11  | 14  | 16  | 7   | 388  |
| 13   | James Hinchcliffe         | 9   | 1   | 6   | 12  | 13  | 17   | 22   | 3   | 20  | 14  | 20  | 10  | 3   | 11  | 20  | 8   | 21  | 22  | 376  |
| 14   | Ed Jones (RY)             | 10  | 6   | 16  | 11  | 19  | 11   | 3    | 9   | 22  | 17  | 7   | 18  | 20  | 21  | 17  | 13  | 13  | 19  | 354  |
| 15   | J. R. Hildebrand          | 13  | 11  |     | 3   | 14  | 6    | 16   | 17  | 18  | 12  | 16  | 2   | 13  | 17  | 19  | 18  | 15  | 14  | 347  |
| 16   | Carlos Muñoz              | 21  | 7   | 17  | 10  | 15  | 24   | 10   | 14  | 11  | 18  | 11  | 20  | 15  | 18  | 10  | 9   | 10  | 15  | 328  |
| 17   | Charlie Kimball           | 18  | 21  | 15  | 8   | 21  | 16   | 25   | 21  | 8   | 21  | 6   | 15  | 12  | 13  | 16  | 7   | 7   | 11  | 327  |
| 18   | Conor Daly                | 15  | 16  | 18  | 14  | 17  | 26   | 30   | 22  | 12  | 7   | 15  | 19  | 17  | 10  | 14  | 5   | 11  | 10  | 305  |
| 19   | Mikhail Aleshin           | 14  | 12  | 10  | 17  | 18  | 13   | 13   | 6   | 16  | 15  | 10  | 21  |     | 14  |     |     |     |     | 237  |
| 20   | Spencer Pigot             | 20  | 8   | 20  |     | 9   | 29   | 18   | 10  | 21  |     | 12  |     | 18  | 19  |     |     | 12  | 13  | 218  |
| 21   | Sébastien Bourdais        | 1*  | 2   | 8   | 19  | 22  | Wth  | Wth  |     |     |     |     |     |     |     |     | 10  | 17  | 9   | 214  |
| 22   | Ed Carpenter              |     |     |     | 7   |     | 2    | 11   |     |     | 11  |     | 12  |     |     | 12  | 21  |     |     | 169  |
| 23   | Gabby Chaves              |     |     |     |     |     | 25   | 9    |     |     | 5   |     |     |     |     | 15  |     |     |     | 98   |
| 24   | Juan Pablo Montoya        |     |     |     |     | 10  | 18   | 6    |     |     |     |     |     |     |     |     |     |     |     | 93   |
| 25   | Esteban Gutiérrez (R)     |     |     |     |     |     |      |      | 19  | 14  |     | 17  | 13  | 14  | 20  | 22  |     |     |     | 91   |
| 26   | Sebastián Saavedra        |     |     |     |     |     | 31   | 15   |     |     |     |     |     | 11  |     | 21  | 11  |     |     | 80   |
| 27   | Oriol Servià              |     |     |     |     |     | 12   | 21   | 20  | 19  |     |     |     |     |     |     |     |     |     | 61   |
| 28   | Jack Harvey (R)           |     |     |     |     |     | 27   | 31   |     |     |     |     |     |     |     |     |     | 14  | 18  | 57   |
| 29   | Fernando Alonso (R)       |     |     |     |     |     | 5    | 24   |     |     |     |     |     |     |     |     |     |     |     | 47   |
| 30   | Pippa Mann                |     |     |     |     |     | 28   | 17   |     |     |     |     |     |     |     |     |     |     |     | 32   |
| 31   | Zachary Claman DeMelo (R) |     |     |     |     |     |      |      |     |     |     |     |     |     |     |     |     |     | 17  | 26   |
| 32   | Jay Howard                |     |     |     |     |     | 20   | 33   |     |     |     |     |     |     |     |     |     |     |     | 24   |
| 33   | Zach Veach (R)            |     |     | 19  |     |     | 32   | 26   |     |     |     |     |     |     |     |     |     |     |     | 23   |
| 34   | Sage Karam                |     |     |     |     |     | 21   | 28   |     |     |     |     |     |     |     |     |     |     |     | 23   |
| 35   | James Davison             |     |     |     |     |     | 33   | 20   |     |     |     |     |     |     |     |     |     |     |     | 21   |
| 36   | Tristan Vautier           |     |     |     |     |     |      |      |     |     | 16  |     |     |     |     |     |     |     |     | 15   |
| 37   | Buddy Lazier              |     |     |     |     |     | 30   | 29   |     |     |     |     |     |     |     |     |     |     |     | 14   |
| Pos. | Piloto                    | STP | LBH | ALA | PHX | IMS | INDY | INDY | DET | DET | TEX | ROA | IOW | TOR | MDO | POC | GAT | WGL | SNM | Pts. |

| Cor         | Resultado                            |
| ----------- | ------------------------------------ |
| Ouro        | Vencedor                             |
| Prata       | 2º lugar                             |
| Bronze      | 3º lugar                             |
| Verde       | 4º e 5º lugares                      |
| Azul claro  | 6º–10º lugares                       |
| Azul escuro | Completou a corrida (fora do Top 10) |
| Roxo        | Não completou a corrida              |
| Vermelho    | Não se classificou (DNQ)             |
| Marrom      | Retirou-se da corrida (Wth)          |
| Preto       | Desclassificado (DSQ)                |
| Branco      | Não largou (DNS)                     |
| Branco      | Abandonou a corrida (C)              |
| Vazio       | Não participou                       |

| Notas   |                                                                                               |
| Negrito | Pole position (1 ponto; exceto 500 Milhas)                                                    |
| Itálico | Volta mais rápida                                                                             |
| *       | Liderou mais voltas (2 pontos)                                                                |
| DNS     | Classificado para a corrida, mas não largou (DNS). Ganharia a metade da pontuação se largasse |
| 1       | Treino cancelado. Sem pontuação-bônus                                                         |
| (RY)    | Rookie do Ano                                                                                 |
| (R)     | Rookie                                                                                        |

- Um (1) ponto no campeonato é garantido a cada piloto que liderar ao menos uma única volta. Dois (2) pontos adicionais são garantidos para o piloto que liderar o maior número de voltas durante a corrida.
- Em todas as corridas, exceto a Indy 500, o pole position recebe um ponto de bonificação.
- Entrant-initiated engine change-outs before the engines reach their required distance run will result in the loss of ten (-10) points.
- O critério de desempate é o número de vitórias, seguido do número de segundos lugares, terceiros lugares, etc. Se continuar empatado, o número de pole positions, seguido de segundos lugares no grid, terceiros, etc.